# Societetshuset i Trosa
Societetshuset i Trosa uppfördes 1902 som ett societetshus för sommarbadlivet i Trosa. Huset är i byggt trä med drag av både schweizerstil och nationalromantik. Det ligger vid foten av det som kallas "Trosa alper".
Provinsialläkaren Mortimer Hærén (1835–1899), som tillträdde en tjänst i Trosa 1859, var en av initiativtagarna till att utveckla Trosa till en sommarbadort från 1870-talet. Då bildades också badsällskapet Badsocieteten för att organisera underhållning och förströelse för badgästerna. Trosa blev vid denna tid både badort och kurort.
Trosa societetshus uppfördes 1902 efter ett kontroversiellt beslut av stadsfullmäktige, eftersom halva stadsfullmäktige hade påyrkat att i stället uppföra ett nytt rådhus. I societetshuset samlades badsocieteten till baler, soaréer och andra tillställningar, och sommarsäsongen inleddes med en presentationsbal. 
Societetshuset såldes 2016 av Trosa kommun till privatpersoner och har därefter renoverats.

## Bildgalleri

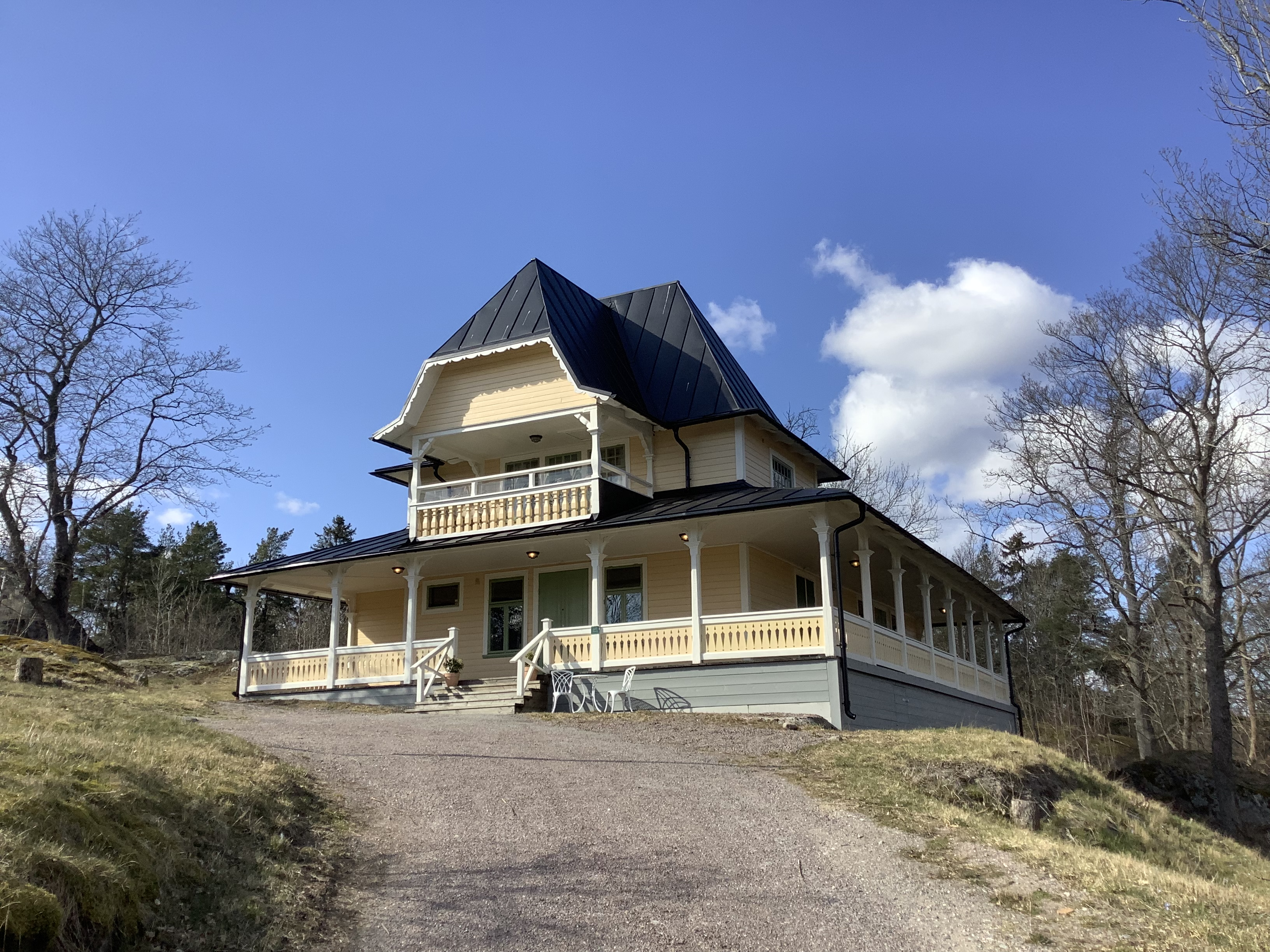
Societetshuset.
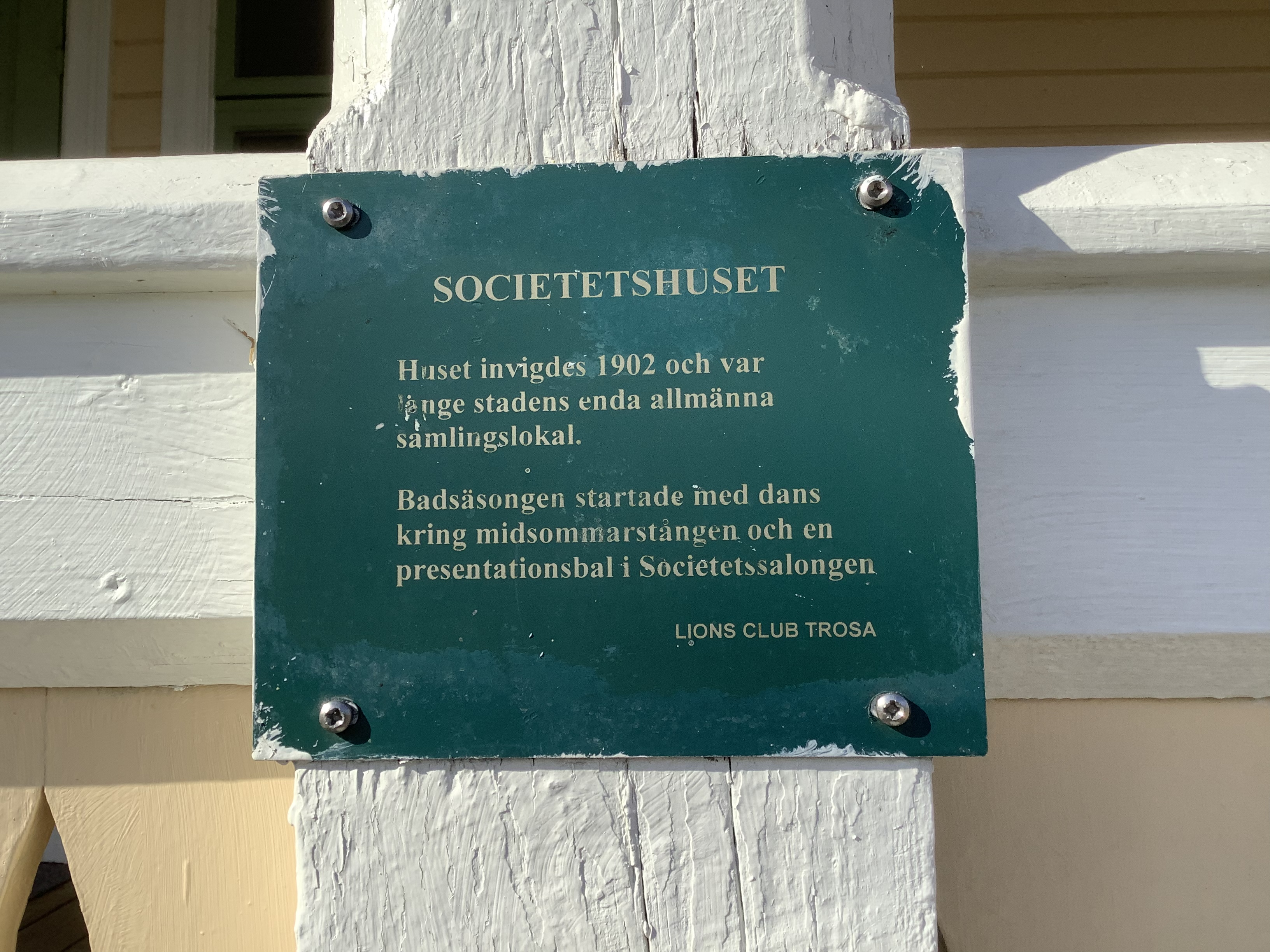
Lions Club Trosas information på altanräcket.
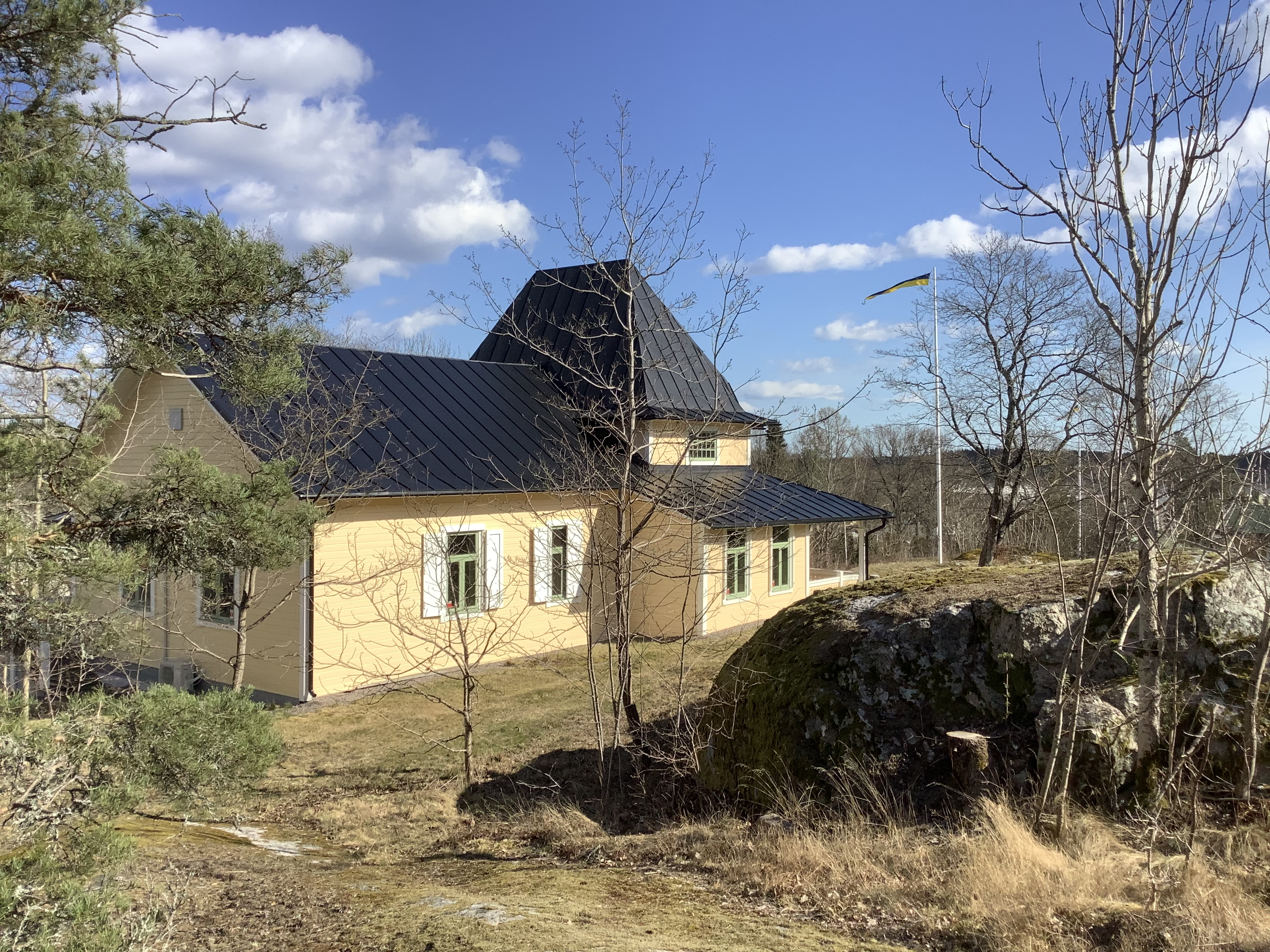
Vy från alpsluttningen.
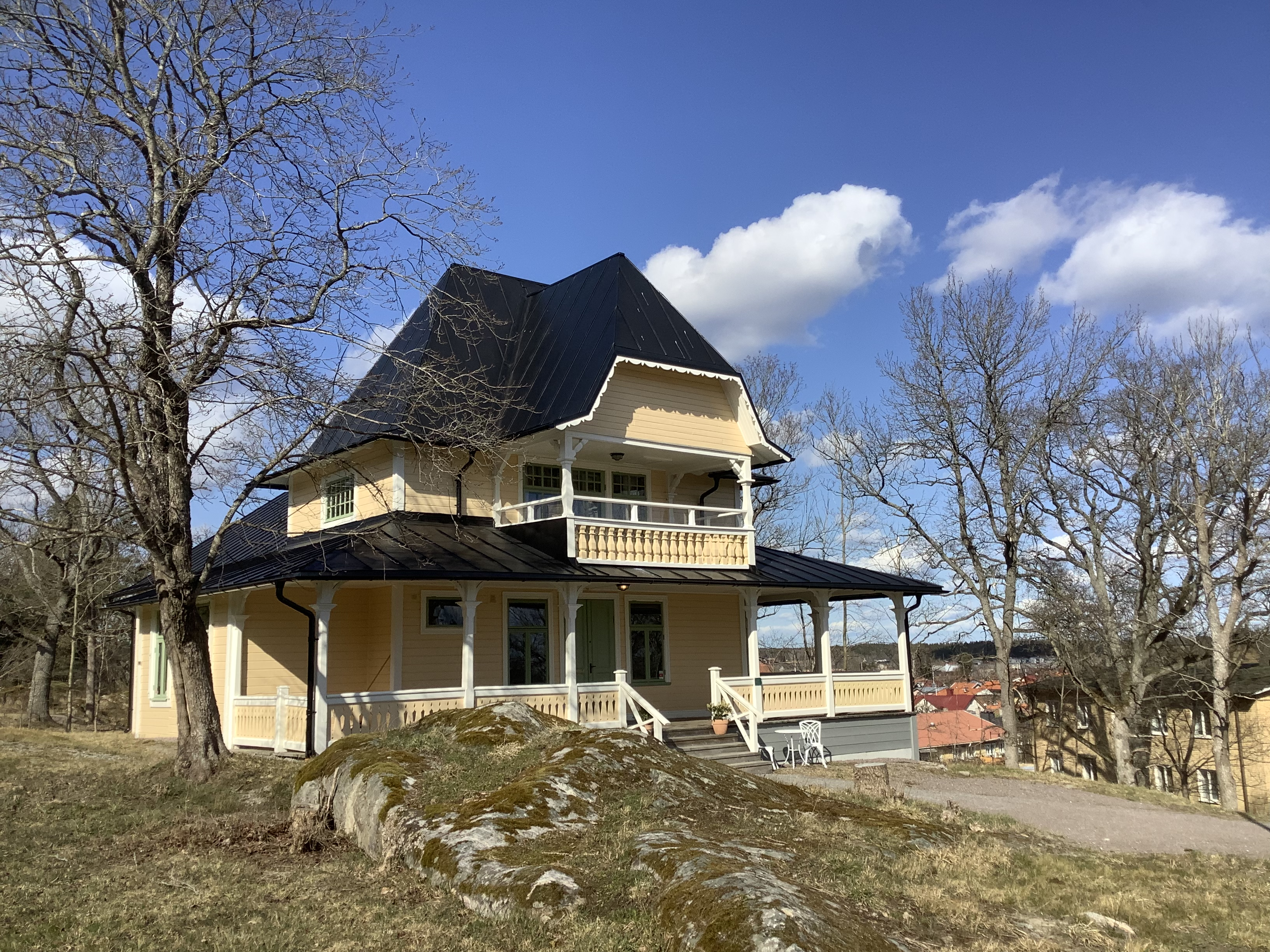
Vy från trädgården.
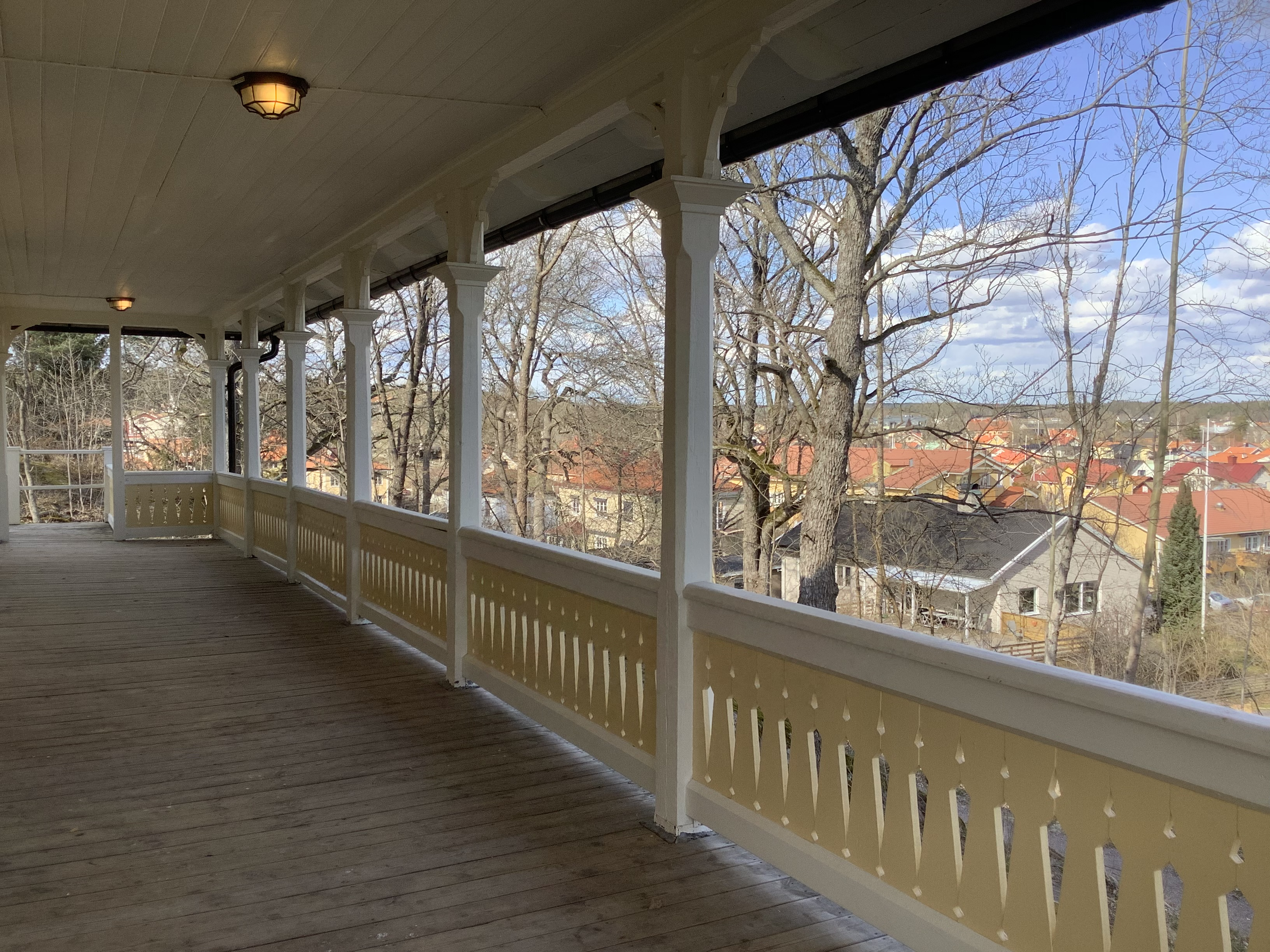
Utsikt från altanen ner mot stan.
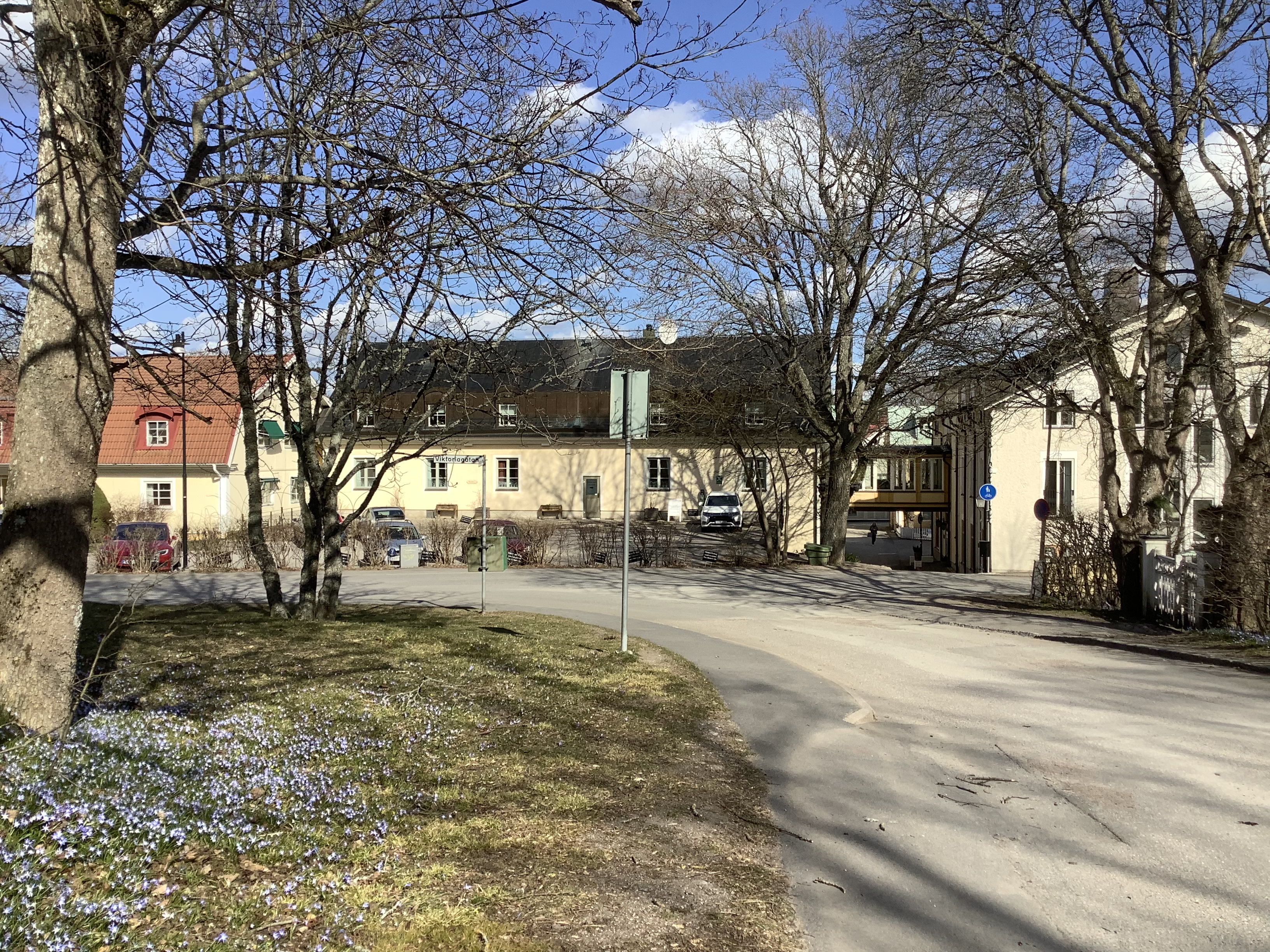
Korsningen Alpgatan-Viktoriagatan. Därifrån leder Källargränd vidare till Trosa Stadshotell, varav en del ses mitt på bilden.